# Dırnıs
Dırnıs è un comune dell'Azerbaigian situato nel distretto di Ordubad. 